# DNA-dagen
Internationella DNA-dagen är temadagen som firas den 25 april varje år. Dagen är för att hedra samma dag år 1953 då Rosalind Franklin, Maurice Wilkins, Francis Crick och James Watson samt med kollegor publicerade en artikel om DNA-struktur i vetenskapliga tidningen Nature.